# Tomamae
Tomamae (苫前町?, Tomamae-chō) è una cittadina giapponese della prefettura di Hokkaidō.

## Società

### Evoluzione demografica
Nel settembre 2016 la città aveva una popolazione stimata di 3.261 persone e una densità di 7,2 abitanti per km², essendo l'area totale di 454,50 km².

## Economia

### Turismo
Tomamae è famosa per i mulini a vento che punteggiano il paesaggio, e anche per la presenza dell'orso bruno dell'Amur. Tra il 9 e il 14 dicembre 1915, un enorme orso bruno attaccò il villaggio e uccise sette persone. Il museo dell'orso, appena fuori dalla strada 232, ha molte esposizioni in proposito e un filmato di 40 minuti sulla ricostruzione dell'evento.
Il festival del villaggio è all'inizio di luglio, mentre alla fine di febbraio si svolge la gara e il festival dell'aquilone.